# Hárs Gábor
Hárs Gábor (Budapest, 1942. június 14. –) magyar diplomata, politikus, országgyűlési képviselő.

## Életpályája

### Iskolái
1962-ben a Nyomdipari Tanintézetben betűszedő lett. 1965–1970 között az Eötvös Loránd Tudományegyetem Bölcsészettudományi Kar orosz-lengyel szakos hallgatója volt.

### Pályafutása
1960–1962 között a Kossuth Nyomdában dolgozott. 1962–1966 között a Révai Nyomdában betűszedő és korrektor volt. 1970–1981 között a Külügyminisztériumban dolgozott. 1981–1982 között a Pressinform munkatársaként tevékenykedett. 1982–1990 között a Művelődési Minisztérium főelőadója és osztályvezetője volt. 1994–1995 között a Külügyminisztérium főosztályvezetője volt. 1999–2002 között az InterContact-2000 Szolgáltató Bt. ügyvezető igazgatója volt. 2002-től az Európai Összehasonlító Kisebbségkutató Közalapítvány elnöke. 2003–2005 között a Bárka Kht. felügyelőbizottsági elnöke volt. 

### Politikai pályafutása
1972–1976 között, valamint 1979–1981 között a varsói nagykövetségen attasé és titkár volt. 1991–1994 között az MSZP nemzetközi kapcsolatok titkárságának vezetője volt. 1992–1994 között, valamint 2000–2006 között az MSZP VIII. kerületi szervezetének elnöke volt. 1994-ben országgyűlési képviselőjelölt volt. 1995–1998 között varsói nagykövet volt, akkreditálva Belorussziába is. 2002-ben és 2003-ban az MSZP frakcióvezető-helyettese volt. 2002–2010 között országgyűlési képviselő (Budapest, VIII. kerület) volt. 2002–2006 között a Külügyi bizottság tagja, 2002–2004 között alelnöke volt. 2002–2004 között a Nemzetbiztonsági bizottság tagja volt. 2004-től az IPU magyar nemzeti csoportjának elnöke. 2006-ban és 2009-ben is volt az MSZP frakcióvezető-helyettese. 2006–2010 között a Külügyi és határon túli magyarok bizottságának tagja, az IPU magyar-lengyel tagozatának elnöke volt. 2006 óta VIII. kerületi önkormányzati képviselő (2006-: MSZP). 2008 óta az MSZDP tagja.

## Művei
- Moja galeria portretów polskich (2000)
- Európai ismeretek I.-II. (jegyzet, 2002-2004)